# Capela Clementina
A Capela Clementina, também conhecido como La Clementina, em especial, é uma capela Católica Romana localizada dentro da necrópole subterrânea da Basílica de São Pedro na Cidade do Vaticano. É a área onde as relíquias de São Pedro foram venerados no início dos tempos medievais, antes de o seu crânio ter sido removido para ser alojado na Arquibasílica de São João de Latrão.
Hoje, aberto para os peregrinos, o local venera o original pavonazzo de mármore do monumento colocado lá pelo Imperador Constantino, e foi usado no início da época medieval para alojar o crânio de São Pedro.
Atualmente é onde é celebrada a Missa tridentina no Vaticano.

## História
Antes de a capela Clementina ter sido construída, o crânio de São Pedro foi alojado em seu lugar original de descanso, na parede de graffiti abaixo do grande túmulo, estrutura encomendada pelo imperador Constantino. A estrutura é visível atrás do altar da capela.
A Capela Clementina foi construída por ordem do Papa Gregório, devido ao monumento original não ter um altar-mor, assim, uma nova estrutura foi construída ao redor do monumento, e um mais tradicional altar-mor foi construído acima para celebrar a Divina Liturgia, e a Capela Clementina foi construída na parte de trás para ser usada como um lugar para a veneração do crânio de São Pedro.[carece de fontes?]
A capela é nomeado em honra do Papa Clemente VIII, que usou a capela como o seu local de sepultamento e fundos doados para instalar vários religiosos mosaicos que foram preservados até hoje.[carece de fontes?]
Ele é um dos dois principais áreas intocadas da Antiga Basílica de São Pedro, a capela do Nicho de Pallia.
Uma característica notável da capela são ornadas esculturas de bronze, localizado na capela comemorativa certas cenas bíblicas, juntamente com a sua gaiola dourada no altar central.
De acordo com um direto de turismo e entrevista concedida ao Canal de História pelo Arcipreste da Basílica, o Cardeal Angelo Comastri, a capela é o local mais sagrado no arqueológicos basílica.
A capela em si é diretamente atrás do atual nicho que está acima, as relíquias de São Pedro, assim o site se correlaciona com o presente altar-mor da Basílica de São Pedro hoje.
O lugar onde a recente descoberta dos Ossos de São Pedro está atualmente abrigado não está no nicho de pallia, nem a capela clementina, mas no seu lugar de descanso na parede de graffiti.
O crânio de São Pedro, que foi o primeiro venerado na capela clementina. (Depois de ser transferido pelo papa Gregório durante a sua construção). Agora está abrigado no relicário de ouro acima do altar-mor da ArquibasIíca de São João de Latrão, depois se mudou para lá no final dos tempos medievais.